# National Lampoon's Barely Legal
National Lampoon's Barely Legal, ook bekend onder de naam After School Special, is een komische film uit 2003. De film gaat over drie jongens die geld proberen te verdienen door pornografische video's te verkopen.

## Verhaal
Matt (Daniel Farber), Fred (Tony Denman) en Deacon (Erik von Detten) zitten op school en worden aangezien voor nerds. Ze spenderen hun vrije tijd met het bekijken van pornofilms. Wanneer ze zelf pornofilms gaan maken en dit ze ook lukt, stijgt hun populariteit. Maar niet alles gaat zo makkelijk als gedacht.

## Rolverdeling
| Acteur             | Personage     |
| ------------------ | ------------- |
| Erik von Detten    | Deacon Lewis  |
| Tony Denman        | Fred          |
| Daniel Farber      | Matt          |
| Sarah-Jane Potts   | Ashley        |
| Amy Smart          | Naomi         |
| Tom Arnold         | Mr. Lewis     |
| Dey Young          | Mrs. Lewis    |
| Riley Smith        | Jake          |
| Vince Vieluf       | Tom Cooperman |
| Samm Levine        | Roger         |
| Cameron Richardson | Rachael       |
| Horatio Sanz       | Vic Ramalot   |
| Rachel Dratch      | Mrs. Greitzer |